# Minucia augur
Minucia augur là một loài bướm đêm trong họ Erebidae.